# 小池章太郎
小池 章太郎（こいけ しょうたろう、1935年10月 - ）は、日本の演劇評論家、近世文学者。

## 来歴
静岡県浜松市生まれ。前進座を経て跡見女子大学教授を務め2006年退職。近世演劇、近世文学専攻。

## 著書
- 山よ火をふけ! 火雷天神・平将門 さ・え・ら書房 1972 (日本史の目）
- 考証江戸歌舞伎 三樹書房 1979.10
- 鶴屋南北の世界 三樹書房 1981.3
- 江戸の残照 思索社 1982.12
- 芸能語源散策 東京書籍 1985.2 (東書選書）

### 共著、編・訳解説など
- 手前味噌 口訳 三代目仲蔵自伝 中村仲蔵 角川書店 1972（角川選書）
- 江戸砂子 菊池沾凉 東京堂出版 1976
- 秘本江戸文学選 5 真情春雨衣 日輪閣 1978.9
- 秘本江戸文学選 8 五代力恋之柵・春閨情史 日輪閣 1980.3
- 千種日記 鈴木棠三共編 古典文庫 1984
- 一谷嫩軍記・近江源氏先陣館・絵本太功記・梶原平三誉石切 白水社 1985.5 (歌舞伎オン・ステージ）
- 藤岡屋日記 全15巻 藤岡屋由蔵 鈴木棠三共編 三一書房 1987-95 (近世庶民生活史料)
- 佐倉義民伝の世界 歌舞伎「東山桜荘子」初演をめぐって 鼎談 嵐圭史・高橋敏 歴史民俗博物館振興会 2000.3 (歴博ブックレット）
- 御浜御殿綱豊卿 真山青果 / 巷談宵宮雨 宇野信夫 真山美保共編、白水社 2002.4 (歌舞伎オン・ステージ）
- 真景累ヶ淵 三遊亭円朝 藤井宗哲共校注 中央公論新社 2007.7 (中公クラシックス）
  - 三遊亭円朝全集 全7巻＋別巻 角川書店 1975-76。元版
- 役者絵の図像学　錦絵八犬伝を読む 岩田秀行共著 文学通信 2024

## 参考
- http://bookweb.kinokuniya.co.jp/htm/4121600975.html
- J－GLOBAL